# 无常 (佛教)
無常（藏語：མི་རྟག་པ་，威利转写：mi rtag pa，THL：mitagpa），佛教術語，是常的反義字，字面意義為變異，指為一切世間萬物終將變異，無常存者。是一切有為法的共相，為三相之一，即空性。無常道出一切皆不真實和不持久。

## 部派佛教闡述
佛教從因緣法的角度，說明諸有為法是因緣生，由於因緣會變異而終將滅壞，一切事物皆有生、住、滅的過程，因此具備無常這個共相。《阿含經》中記載，意以法為緣，而生意識。意識必須藉緣而生，有生之法終必壞滅，是無常之法。
《雜阿含經》中的〈聖法印經〉，將觀察無常分為無常、有為，行，從緣起，是患法，滅法，離欲法，斷知法八者，《瑜伽師地論》稱為無常八相。
在部派佛教時期，對於無常產生了一種解說，強調必須透過剎那生滅中知無常，對此稱之為“剎那無常”；或從其相續不斷，稱之為“相續無常”。

## 外部連結
- . 印順文教基金會.   [2019-10-12]. （原始内容存档于2020-08-09）.